# Llista de topònims de Vall de Cardós
Llista de topònims (noms propis de lloc) del municipi de Vall de Cardós, al Pallars Sobirà
Informació actualitzada per un bot. Els canvis manuals es perdran quan s'actualitzi!

## borda
| imatge | Nom                   | Ubicat a       | instància de | Detalls | coordenades                                                                   | Protecció | Commons (més fotos) | Dades a WD                    |
| ------ | --------------------- | -------------- | ------------ | ------- | ----------------------------------------------------------------------------- | --------- | ------------------- | ----------------------------- |
|        | Borda Bellera         | Vall de Cardós | borda        |         | 42° 32′ 44″ N, 1° 13′ 15″ E / 42.545665837879°N,1.2207232665654°E             |           |                     | Modifica les dades a Wikidata |
|        | Borda Bernadina       | Vall de Cardós | borda        |         | 42° 32′ 31″ N, 1° 13′ 54″ E / 42.5419180581883°N,1.23159406732403°E           |           |                     | Modifica les dades a Wikidata |
|        | Borda Botiguer        | Vall de Cardós | borda        |         | 42° 32′ 13″ N, 1° 14′ 06″ E / 42.5368729389206°N,1.2349634053375°E            |           |                     | Modifica les dades a Wikidata |
|        | Borda Escolà          | Vall de Cardós | borda        |         | 42° 32′ 43″ N, 1° 14′ 01″ E / 42.545324804046°N,1.23351956230125°E            |           |                     | Modifica les dades a Wikidata |
|        | Borda Mista Ramon     | Vall de Cardós | borda        |         | 42° 32′ 57″ N, 1° 13′ 14″ E / 42.549266385696°N,1.2206209749045°E             |           |                     | Modifica les dades a Wikidata |
|        | Borda Soca d'Anàs     | Vall de Cardós | borda        |         | 42° 34′ 56″ N, 1° 11′ 58″ E / 42.5822739160096°N,1.19939169424912°E           |           |                     | Modifica les dades a Wikidata |
|        | Cabana de Campirme    | Vall de Cardós | borda        |         | 42° 38′ 00″ N, 1° 11′ 29″ E / 42.633458162865°N,1.1913929093841°E             |           |                     | Modifica les dades a Wikidata |
|        | Cabana de Perafita    | Vall de Cardós | borda        |         | 42° 37′ 51″ N, 1° 12′ 25″ E / 42.6307229238566°N,1.20687362448573°E           |           |                     | Modifica les dades a Wikidata |
|        | Corral de Cabaler     | Vall de Cardós | borda        |         | 42° 37′ 42″ N, 1° 12′ 31″ E / 42.628325700471°N,1.2086142886953°E             |           |                     | Modifica les dades a Wikidata |
|        | Fonda des Camps       | Vall de Cardós | borda        |         | 42° 36′ 40″ N, 1° 13′ 35″ E / 42.61111781245°N,1.22650390002745°E             |           |                     | Modifica les dades a Wikidata |
|        | Mirós                 | Vall de Cardós | borda        |         | 42° 33′ 51″ N, 1° 15′ 10″ E / 42.5641877596343°N,1.25267414850702°E           |           |                     | Modifica les dades a Wikidata |
|        | borda d'Estabello     | Vall de Cardós | borda        |         | 42° 33′ 29″ N, 1° 14′ 20″ E / 42.5581519333849°N,1.23900469550731°E           |           |                     | Modifica les dades a Wikidata |
|        | borda de Bernat       | Vall de Cardós | borda        |         | 42° 34′ 06″ N, 1° 11′ 39″ E / 42.5682768058812°N,1.19406834475376°E           |           |                     | Modifica les dades a Wikidata |
|        | borda de Bram         | Vall de Cardós | borda        |         | 42° 32′ 26″ N, 1° 14′ 08″ E / 42.540490931317°N,1.2354834952644°E             |           |                     | Modifica les dades a Wikidata |
|        | borda de Calatxo      | Vall de Cardós | borda        |         | 42° 35′ 47″ N, 1° 12′ 42″ E / 42.5963332778786°N,1.21158995126857°E           |           |                     | Modifica les dades a Wikidata |
|        | borda de Ferrer Peret | Vall de Cardós | borda        |         | 42° 33′ 11″ N, 1° 13′ 53″ E / 42.5530917471591°N,1.23146125414878°E           |           |                     | Modifica les dades a Wikidata |
|        | borda de Gori         | Vall de Cardós | borda        |         | 42° 36′ 02″ N, 1° 12′ 46″ E / 42.6004867585059°N,1.21287292593516°E           |           |                     | Modifica les dades a Wikidata |
|        | borda de Joan         | Vall de Cardós | borda        |         | 42° 36′ 00″ N, 1° 12′ 03″ E / 42.5999392083099°N,1.20090641265755°E           |           |                     | Modifica les dades a Wikidata |
|        | borda de Ladós        | Vall de Cardós | borda        |         | 42° 34′ 13″ N, 1° 12′ 36″ E / 42.5702361287192°N,1.20988702397437°E           |           |                     | Modifica les dades a Wikidata |
|        | borda de Marieta      | Vall de Cardós | borda        |         | 42° 33′ 21″ N, 1° 13′ 40″ E / 42.5558992774578°N,1.22782515835354°E           |           |                     | Modifica les dades a Wikidata |
|        | borda de Masover      | Vall de Cardós | borda        |         | 42° 37′ 06″ N, 1° 12′ 41″ E / 42.618462482612°N,1.2113357126522°E             |           |                     | Modifica les dades a Wikidata |
|        | borda de Palau        | Vall de Cardós | borda        |         | 42° 35′ 41″ N, 1° 12′ 14″ E / 42.5947559231384°N,1.20401733325602°E           |           |                     | Modifica les dades a Wikidata |
|        | borda de Peracalç     | Vall de Cardós | borda        |         | 42° 38′ 27″ N, 1° 12′ 18″ E / 42.640943613374°N,1.20512858286422°E            |           |                     | Modifica les dades a Wikidata |
|        | borda de Trixó        | Vall de Cardós | borda        |         | 42° 32′ 35″ N, 1° 13′ 54″ E / 42.543135055641°N,1.2317555486975°E             |           |                     | Modifica les dades a Wikidata |
|        | borda de Vaquer       | Vall de Cardós | borda        |         | 42° 34′ 16″ N, 1° 14′ 48″ E / 42.5712117264607°N,1.24676383606159°E           |           |                     | Modifica les dades a Wikidata |
|        | borda de Vidal        | Vall de Cardós | borda        |         | 42° 36′ 57″ N, 1° 12′ 50″ E / 42.615800155848°N,1.2138504056421°E             |           |                     | Modifica les dades a Wikidata |
|        | borda de la Ventosa   | Vall de Cardós | borda        |         | 42° 36′ 28″ N, 1° 14′ 51″ E / 42.6078831839823°N,1.24745441056868°E           |           |                     | Modifica les dades a Wikidata |
|        | borda del Coixet      | Vall de Cardós | borda        |         | 42° 32′ 15″ N, 1° 13′ 55″ E / 42.5374°N,1.2319°E                              |           |                     | Modifica les dades a Wikidata |
|        | borda del Masover     | Vall de Cardós | borda        |         | 42° 34′ 15″ N, 1° 12′ 33″ E / 42.5706987779°N,1.2090464725824°E               |           |                     | Modifica les dades a Wikidata |
|        | borda del Pubill      | Vall de Cardós | borda        |         | 42° 34′ 12″ N, 1° 13′ 50″ E / 42.5698798623654°N,1.23042646674078°E           |           |                     | Modifica les dades a Wikidata |
|        | bordes d'Ansui        | Vall de Cardós | borda        |         | 42° 34′ 06″ N, 1° 14′ 50″ E / 42.56828°N,1.24724°E                            |           |                     | Modifica les dades a Wikidata |
|        | bordes d'Enterrius    | Vall de Cardós | borda        |         | 42° 37′ 04″ N, 1° 11′ 58″ E / 42.6177°N,1.19941°E                             |           |                     | Modifica les dades a Wikidata |
|        | bordes de Clavillats  | Vall de Cardós | borda        |         | 42° 37′ 16″ N, 1° 12′ 39″ E / 42.6211510349029°N,1.21095278333131°E           |           |                     | Modifica les dades a Wikidata |
|        | bordes de Manaut      | Vall de Cardós | borda        |         | 42° 33′ 25″ N, 1° 12′ 39″ E / 42.5570509516295°N,1.21095837283504°E           |           |                     | Modifica les dades a Wikidata |
|        | bordes de Nibrós      | Vall de Cardós | borda indret |         | 42° 36′ 56″ N, 1° 12′ 34″ E / 42.6156071514438°N,1.20944116595586°E 1482 msnm |           | Bordes de Nibrós    | Modifica les dades a Wikidata |
|        | bordes de Perafita    | Vall de Cardós | borda        |         | 42° 37′ 33″ N, 1° 12′ 58″ E / 42.6258877871508°N,1.21614608915047°E           |           |                     | Modifica les dades a Wikidata |
|        | bordes de Tormedo     | Vall de Cardós | borda        |         | 42° 32′ 48″ N, 1° 14′ 03″ E / 42.546773184712°N,1.2340886250753°E             |           |                     | Modifica les dades a Wikidata |
|        | cortal de Marquet     | Vall de Cardós | borda        |         | 42° 36′ 38″ N, 1° 13′ 46″ E / 42.6106591717581°N,1.22945506498768°E           |           |                     | Modifica les dades a Wikidata |
|        | cortals de Lladrós    | Vall de Cardós | borda        |         | 42° 36′ 38″ N, 1° 14′ 05″ E / 42.6105690275191°N,1.23469995294895°E           |           |                     | Modifica les dades a Wikidata |
|        | la Caseta             | Vall de Cardós | borda        |         | 42° 37′ 36″ N, 1° 11′ 28″ E / 42.6266409509308°N,1.19124759915867°E           |           |                     | Modifica les dades a Wikidata |

## casa
| imatge | Nom            | Ubicat a       | instància de | Detalls                     | coordenades                                          | Protecció                                  | Commons (més fotos) | Dades a WD                    |
| ------ | -------------- | -------------- | ------------ | --------------------------- | ---------------------------------------------------- | ------------------------------------------ | ------------------- | ----------------------------- |
|        | Casa Mill      | Vall de Cardós | casa         | Estil: arquitectura popular | 42° 34′ 29″ N, 1° 13′ 04″ E / 42.574732°N,1.217828°E | bé integrant del patrimoni cultural català |                     | Modifica les dades a Wikidata |
|        | Casa Pubill    | Surri          | casa         | Estil: arquitectura popular | 42° 33′ 55″ N, 1° 13′ 20″ E / 42.565233°N,1.222344°E | bé integrant del patrimoni cultural català |                     | Modifica les dades a Wikidata |
|        | Casa a Lladrós | Vall de Cardós | casa         | Estil: arquitectura popular | 42° 36′ 19″ N, 1° 14′ 29″ E / 42.605336°N,1.24127°E  | bé integrant del patrimoni cultural català |                     | Modifica les dades a Wikidata |
|        | Casa a Surri   | Vall de Cardós | casa         | Estil: arquitectura popular | 42° 33′ 55″ N, 1° 13′ 20″ E / 42.565326°N,1.222238°E | bé integrant del patrimoni cultural català |                     | Modifica les dades a Wikidata |

## curs d'aigua
| imatge | Nom                | Ubicat a                                                  | instància de | Detalls | coordenades                                                       | Protecció | Commons (més fotos) | Dades a WD                    |
| ------ | ------------------ | --------------------------------------------------------- | ------------ | --- | ----------------------------------------------------------------- | --------- | ------------------- | ----------------------------- |
|        | Noguera de Cardós  | Lladorre Esterri de Cardós Vall de Cardós Tírvia Llavorsí | curs d'aigua | Travessa: Lladorre Esterri de Cardós Vall de Cardós Tírvia Llavorsí Desemboca: Noguera Pallaresa Llarg: 26.75km Conca: 250km² | 42° 29′ 43″ N, 1° 12′ 45″ E / 42.495356111111°N,1.2125019444444°E |           | Noguera de Cardós   | Modifica les dades a Wikidata |
|        | barranc de la Pera | Vall de Cardós                                            | curs d'aigua | Desemboca: Noguera de Cardós                                                                                                  | 42° 33′ 22″ N, 1° 12′ 44″ E / 42.5561°N,1.21222°E                 |           |                     | Modifica les dades a Wikidata |

## edifici
| imatge | Nom                          | Ubicat a         | instància de | Detalls                     | coordenades                                          | Protecció                                  | Commons (més fotos) | Dades a WD                    |
| ------ | ---------------------------- | ---------------- | ------------ | --------------------------- | ---------------------------------------------------- | ------------------------------------------ | ------------------- | ----------------------------- |
|        | Llobatera de Prat de Marquet | Vall de Cardós   | edifici      | Estil: arquitectura popular |                                                      | bé integrant del patrimoni cultural català |                     | Modifica les dades a Wikidata |
|        | la Torre                     | Ribera de Cardós | edifici      | Estil: arquitectura popular | 42° 33′ 49″ N, 1° 13′ 27″ E / 42.563718°N,1.224202°E | bé integrant del patrimoni cultural català |                     | Modifica les dades a Wikidata |

## entitat singular de població
| imatge | Nom              | Ubicat a       | instància de                                   | Detalls | coordenades                                                          | Protecció | Commons (més fotos)   | Dades a WD                    |
| ------ | ---------------- | -------------- | ---------------------------------------------- | ------- | -------------------------------------------------------------------- | --------- | --------------------- | ----------------------------- |
|        | Ainet de Cardós  | Vall de Cardós | entitat singular de població                   | 73 hab  | 42° 34′ 54″ N, 1° 14′ 06″ E / 42.581801°N,1.234994°E 927.2 msnm      |           | Ainet de Cardós       | Modifica les dades a Wikidata |
|        | Anàs             | Vall de Cardós | entitat singular de població                   | 24 hab  | 42° 34′ 35″ N, 1° 12′ 45″ E / 42.576333°N,1.21254°E 1078.4 msnm      |           | Anàs (Vall de Cardós) | Modifica les dades a Wikidata |
|        | Bonestarre       | Vall de Cardós | entitat singular de població                   | 4 hab   | 42° 34′ 29″ N, 1° 13′ 04″ E / 42.574793°N,1.217654°E 1078.4 msnm     |           | Bonestarre            | Modifica les dades a Wikidata |
|        | Cassibrós        | Vall de Cardós | entitat singular de població                   | 20 hab  | 42° 34′ 28″ N, 1° 13′ 59″ E / 42.574333°N,1.233079°E 958 msnm        |           | Cassibrós             | Modifica les dades a Wikidata |
|        | Estaon           | Vall de Cardós | entitat singular de població                   | 21 hab  | 42° 35′ 15″ N, 1° 12′ 39″ E / 42.58752778°N,1.21089722°E 1257.6 msnm |           | Estaon                | Modifica les dades a Wikidata |
|        | Lladrós          | Vall de Cardós | entitat singular de població                   | 27 hab  | 42° 36′ 18″ N, 1° 14′ 30″ E / 42.60491944°N,1.24165°E 920.3 msnm     |           | Lladrós               | Modifica les dades a Wikidata |
|        | Ribera de Cardós | Vall de Cardós | entitat singular de població capital municipal | 197 hab | 42° 33′ 47″ N, 1° 13′ 31″ E / 42.56319444°N,1.22531667°E 920.3 msnm  |           | Ribera de Cardós      | Modifica les dades a Wikidata |
|        | Surri            | Vall de Cardós | entitat singular de població                   | 15 hab  | 42° 33′ 56″ N, 1° 13′ 18″ E / 42.565642°N,1.221626°E 1026 msnm       |           | Surri                 | Modifica les dades a Wikidata |

## església
| imatge | Nom                                 | Ubicat a       | instància de              | Detalls                                                       | coordenades                                                                 | Protecció                                  | Commons (més fotos)             | Dades a WD                    |
| ------ | ----------------------------------- | -------------- | ------------------------- | ------------------------------------------------------------- | --------------------------------------------------------------------------- | ------------------------------------------ | ------------------------------- | ----------------------------- |
|        | Mare de Déu del Pont                | Vall de Cardós | església                  | Estil: arquitectura popular                                   | 42° 36′ 27″ N, 1° 14′ 43″ E / 42.6074°N,1.245289°E 990 msnm                 | bé integrant del patrimoni cultural català | Mare de Déu del Pont            | Modifica les dades a Wikidata |
|        | Mare de Déu del Roser de Casa Amill | Vall de Cardós | església                  |                                                               | 42° 34′ 32″ N, 1° 13′ 05″ E / 42.5756°N,1.21809°E 1075.1 msnm               |                                            |                                 | Modifica les dades a Wikidata |
|        | Sant Andreu de Cassibrós            | Vall de Cardós | església                  |                                                               | 42° 34′ 28″ N, 1° 14′ 01″ E / 42.574395°N,1.233476°E 951.8 msnm             | bé integrant del patrimoni cultural català | Sant Andreu de Cassibrós        | Modifica les dades a Wikidata |
|        | Sant Cristòfol de Ribera de Cardós  | Vall de Cardós | església                  |                                                               | 42° 33′ 53″ N, 1° 13′ 36″ E / 42.5648°N,1.22654°E 920.3 msnm                |                                            |                                 | Modifica les dades a Wikidata |
|        | Sant Feliu de Bonestarre            | Vall de Cardós | església                  | Estil: arquitectura romànica                                  | 42° 34′ 14″ N, 1° 13′ 27″ E / 42.570465°N,1.224032°E                        | bé integrant del patrimoni cultural català |                                 | Modifica les dades a Wikidata |
|        | Sant Feliu de Surri                 | Vall de Cardós | església                  |                                                               | 42° 34′ 18″ N, 1° 13′ 29″ E / 42.5716°N,1.22484°E 1005 msnm                 |                                            |                                 | Modifica les dades a Wikidata |
|        | Sant Jaume d'Estaon                 | Vall de Cardós | església                  |                                                               | 42° 35′ 13″ N, 1° 12′ 43″ E / 42.587008°N,1.212025°E 1258.7 msnm            | bé integrant del patrimoni cultural català | Sant Jaume d'Estaon             | Modifica les dades a Wikidata |
|        | Sant Joan de Surri                  | Vall de Cardós | església                  | Estil: arquitectura popular                                   | 42° 33′ 56″ N, 1° 13′ 15″ E / 42.565637°N,1.220816°E 1028.2 msnm            | bé integrant del patrimoni cultural català |                                 | Modifica les dades a Wikidata |
|        | Sant Martí del Pui                  | Vall de Cardós | església                  |                                                               | 42° 34′ 43″ N, 1° 13′ 52″ E / 42.57856389°N,1.23124722°E 954 msnm           |                                            |                                 | Modifica les dades a Wikidata |
|        | Sant Miquel de Surri                | Vall de Cardós | església edifici històric |                                                               | 42° 33′ 59″ N, 1° 13′ 23″ E / 42.56636389°N,1.22319167°E 1028.2 msnm        |                                            |                                 | Modifica les dades a Wikidata |
|        | Sant Pere de Lladrós                | Vall de Cardós | església                  |                                                               | 42° 36′ 19″ N, 1° 14′ 30″ E / 42.605305°N,1.241709°E 1010.3 msnm            | bé integrant del patrimoni cultural català | Sant Pere de Lladrós            | Modifica les dades a Wikidata |
|        | Sant Pere del Beneficiat            | Vall de Cardós | església                  |                                                               | 42° 36′ 23″ N, 1° 14′ 34″ E / 42.60640833°N,1.24291389°E 1010.3 msnm        |                                            |                                 | Modifica les dades a Wikidata |
|        | Sant Romà d'Anàs                    | Vall de Cardós | església                  |                                                               | 42° 34′ 36″ N, 1° 12′ 44″ E / 42.576542°N,1.212348°E 1102.3 msnm            | bé integrant del patrimoni cultural català | Sant Romà d'Anàs                | Modifica les dades a Wikidata |
|        | Santa Coloma de Surri               | Vall de Cardós | església                  |                                                               | 42° 33′ 56″ N, 1° 13′ 20″ E / 42.565605°N,1.22223°E 1026.6 msnm             | bé integrant del patrimoni cultural català | Santa Coloma de Surri           | Modifica les dades a Wikidata |
|        | Santa Coloma vella de Surri         | Vall de Cardós | església                  |                                                               | 42° 34′ 00″ N, 1° 13′ 24″ E / 42.56666889°N,1.22337222°E 1026.6 msnm        |                                            |                                 | Modifica les dades a Wikidata |
|        | Santa Eugènia d'Ainet de Cardós     | Vall de Cardós | església                  |                                                               | 42° 34′ 54″ N, 1° 14′ 06″ E / 42.581604°N,1.235064°E 929.8 msnm             | bé integrant del patrimoni cultural català | Santa Eugènia d'Ainet de Cardós | Modifica les dades a Wikidata |
|        | Santa Eulàlia d'Estaon              | Vall de Cardós | església                  | Estil: arquitectura romànica Anomenat per: Eulàlia de Mèrida  | 42° 35′ 16″ N, 1° 12′ 41″ E / 42.587735°N,1.211334°E 1258.7 msnm            | bé cultural d'interès local                | Santa Eulàlia d'Estaon          | Modifica les dades a Wikidata |
|        | Santa Llúcia de Casa Móra           | Vall de Cardós | església                  | Estil: arquitectura popular                                   | 42° 33′ 47″ N, 1° 13′ 32″ E / 42.563105°N,1.225602°E 920.3 msnm             | bé integrant del patrimoni cultural català |                                 | Modifica les dades a Wikidata |
|        | Santa Maria de Bonestarre           | Bonestarre     | església                  | Estil: arquitectura barroca arquitectura popular 18th century | 42° 34′ 29″ N, 1° 13′ 04″ E / 42.574793°N,1.217654°E ca:Pl. Major 1082 msnm | bé integrant del patrimoni cultural català | Santa Maria de Bonestarre       | Modifica les dades a Wikidata |
|        | Santa Maria de Ribera de Cardós     | Vall de Cardós | església                  | Estil: arquitectura romànica 11st century                     | 42° 33′ 50″ N, 1° 13′ 41″ E / 42.563781°N,1.22804°E 899.4 msnm              | bé cultural d'interès local                | Santa Maria de Ribera de Cardós | Modifica les dades a Wikidata |
|        | Santa Maria de la Llata             | Vall de Cardós | església                  |                                                               | 42° 34′ 39″ N, 1° 12′ 58″ E / 42.57753611°N,1.21613611°E 1062 msnm          |                                            |                                 | Modifica les dades a Wikidata |
|        | la Puríssima de Casa l'Apotecari    | Vall de Cardós | església                  |                                                               | 42° 33′ 53″ N, 1° 13′ 36″ E / 42.5648°N,1.22654°E 920.3 msnm                |                                            |                                 | Modifica les dades a Wikidata |

## font
| imatge | Nom                | Ubicat a       | instància de | Detalls | coordenades                                                         | Protecció | Commons (més fotos) | Dades a WD                    |
| ------ | ------------------ | -------------- | ------------ | ------- | ------------------------------------------------------------------- | --------- | ------------------- | ----------------------------- |
|        | font de Déu        | Vall de Cardós | font         |         | 42° 35′ 40″ N, 1° 11′ 29″ E / 42.5943058673894°N,1.19143976557049°E |           |                     | Modifica les dades a Wikidata |
|        | font de Peracalç   | Vall de Cardós | font         |         | 42° 38′ 26″ N, 1° 12′ 16″ E / 42.6404661853429°N,1.20454464203054°E |           |                     | Modifica les dades a Wikidata |
|        | font de l'Avet     | Vall de Cardós | font         |         | 42° 34′ 20″ N, 1° 11′ 35″ E / 42.572250394226°N,1.1931630341969°E   |           |                     | Modifica les dades a Wikidata |
|        | font del Matrimoni | Vall de Cardós | font         |         | 42° 38′ 10″ N, 1° 11′ 38″ E / 42.636196969001°N,1.1937528427562°E   |           |                     | Modifica les dades a Wikidata |
|        | font dels Camps    | Vall de Cardós | font         |         | 42° 36′ 51″ N, 1° 13′ 25″ E / 42.614151532247°N,1.2236511762664°E   |           |                     | Modifica les dades a Wikidata |

## llac glacial
| imatge | Nom                         | Ubicat a       | instància de | Detalls                                  | coordenades                                                                   | Protecció | Commons (més fotos) | Dades a WD                    |
| ------ | --------------------------- | -------------- | ------------ | ---------------------------------------- | ----------------------------------------------------------------------------- | --------- | ------------------- | ----------------------------- |
|        | estany de Coll de Finestres | Vall de Cardós | llac glacial |                                          | 42° 39′ 22″ N, 1° 12′ 06″ E / 42.656133709314°N,1.2017159479158°E             |           |                     | Modifica les dades a Wikidata |
|        | estany de Finestres         | Vall de Cardós | llac glacial |                                          | 42° 39′ 15″ N, 1° 11′ 53″ E / 42.65427598496°N,1.1981095244346°E              |           |                     | Modifica les dades a Wikidata |
|        | estany de Soliguera         | Vall de Cardós | llac glacial | Llarg: 252m Ample: 91m Superfície: 1.8ha | 42° 39′ 06″ N, 1° 12′ 03″ E / 42.6516564587329°N,1.20089224650007°E 2203 msnm |           | Estany de Soliguera | Modifica les dades a Wikidata |
|        | estanys de Campirme         | Vall de Cardós | llac glacial |                                          | 42° 39′ 32″ N, 1° 12′ 02″ E / 42.65881488255°N,1.2004185863533°E 2314 msnm    |           | Estanys de Campirme | Modifica les dades a Wikidata |

## masia
| imatge | Nom               | Ubicat a       | instància de | Detalls | coordenades                                                         | Protecció | Commons (més fotos) | Dades a WD                    |
| ------ | ----------------- | -------------- | ------------ | ------- | ------------------------------------------------------------------- | --------- | ------------------- | ----------------------------- |
|        | Casa del Masover  | Vall de Cardós | masia        |         | 42° 34′ 35″ N, 1° 12′ 39″ E / 42.5763308854689°N,1.21091895201319°E |           |                     | Modifica les dades a Wikidata |
|        | Pardina de Becada | Vall de Cardós | masia        |         | 42° 32′ 47″ N, 1° 12′ 44″ E / 42.546433300057°N,1.2121762685104°E   |           |                     | Modifica les dades a Wikidata |
|        | la Mola           | Vall de Cardós | masia        |         | 42° 33′ 47″ N, 1° 13′ 43″ E / 42.562970932799°N,1.22856299785587°E  |           |                     | Modifica les dades a Wikidata |

## molí d'aigua
| imatge | Nom          | Ubicat a       | instància de | Detalls | coordenades                                                         | Protecció | Commons (més fotos) | Dades a WD                    |
| ------ | ------------ | -------------- | ------------ | ------- | ------------------------------------------------------------------- | --------- | ------------------- | ----------------------------- |
|        | Mola d'Amill | Vall de Cardós | molí d'aigua |         | 42° 34′ 28″ N, 1° 13′ 00″ E / 42.5745285298883°N,1.21661187985384°E |           |                     | Modifica les dades a Wikidata |
|        | Mola d'Anàs  | Vall de Cardós | molí d'aigua |         | 42° 34′ 54″ N, 1° 12′ 48″ E / 42.5817348602199°N,1.2132746905587°E  |           |                     | Modifica les dades a Wikidata |
|        | Molí d'Amill | Vall de Cardós | molí d'aigua |         | 42° 34′ 44″ N, 1° 12′ 51″ E / 42.5789661636721°N,1.21417017958979°E |           |                     | Modifica les dades a Wikidata |

## muntanya
| imatge | Nom                | Ubicat a                           | instància de | Detalls | coordenades                                                                            | Protecció | Commons (més fotos) | Dades a WD                    |
| ------ | ------------------ | ---------------------------------- | ------------ | ------- | -------------------------------------------------------------------------------------- | --------- | ------------------- | ----------------------------- |
|        | Borente            | Vall de Cardós                     | muntanya     |         | 42° 33′ 17″ N, 1° 13′ 22″ E / 42.5546°N,1.22289°E 1100 msnm                            |           |                     | Modifica les dades a Wikidata |
|        | Campirme           | Vall de Cardós la Guingueta d'Àneu | muntanya     |         | 42° 39′ 34″ N, 1° 11′ 37″ E / 42.6595207314°N,1.19362547646°E Pallars Sobirà 2633 msnm |           | Campirme            | Modifica les dades a Wikidata |
|        | Cap de la Rocagran | Vall de Cardós la Guingueta d'Àneu | muntanya     |         | 42° 36′ 39″ N, 1° 11′ 26″ E / 42.61076944°N,1.19058056°E 2163.4 msnm                   |           |                     | Modifica les dades a Wikidata |
|        | Miravall           | Vall de Cardós                     | muntanya     |         | 42° 36′ 20″ N, 1° 13′ 11″ E / 42.60548333°N,1.21975556°E 1866 msnm                     |           |                     | Modifica les dades a Wikidata |
|        | Montalto           | Vall de Cardós la Guingueta d'Àneu | muntanya     |         | 42° 37′ 29″ N, 1° 10′ 46″ E / 42.62478889°N,1.17946389°E 2217.4 msnm                   |           |                     | Modifica les dades a Wikidata |
|        | Pic de Serra Plana | Vall de Cardós Lladorre            | muntanya     |         | 42° 38′ 28″ N, 1° 13′ 16″ E / 42.64100278°N,1.22116944°E 2303.7 msnm                   |           | Pic de Serra Plana  | Modifica les dades a Wikidata |
|        | Pic de la Portella | Esterri de Cardós Vall de Cardós   | muntanya     |         | 42° 34′ 25″ N, 1° 15′ 41″ E / 42.5736°N,1.26147°E 1911.9 msnm                          |           |                     | Modifica les dades a Wikidata |
|        | Pic des Tovarres   | Vall de Cardós Lladorre            | muntanya     |         | 42° 39′ 14″ N, 1° 12′ 22″ E / 42.65381944°N,1.20598889°E 2447.6 msnm                   |           |                     | Modifica les dades a Wikidata |
|        | Pui Tabaca         | Esterri de Cardós Vall de Cardós   | muntanya     |         | 42° 35′ 19″ N, 1° 13′ 23″ E / 42.588479°N,1.223107°E 1718 msnm                         |           | Pui Tabaca          | Modifica les dades a Wikidata |
|        | Pui de Cassibrós   | Alins Vall de Cardós               | muntanya     |         | 42° 33′ 39″ N, 1° 15′ 53″ E / 42.560695°N,1.264857°E 2085 msnm                         |           | Pui de Cassibrós    | Modifica les dades a Wikidata |
|        | Pui de Pouet       | Vall de Cardós la Guingueta d'Àneu | muntanya     |         | 42° 33′ 06″ N, 1° 12′ 07″ E / 42.55168333°N,1.20201639°E 2021.6 msnm                   |           |                     | Modifica les dades a Wikidata |
|        | Pui de Sant Martí  | Vall de Cardós                     | muntanya     |         | 42° 34′ 42″ N, 1° 13′ 52″ E / 42.5783°N,1.23114°E 1041.5 msnm                          |           |                     | Modifica les dades a Wikidata |
|        | Pui de la Solana   | Vall de Cardós                     | muntanya     |         | 42° 34′ 55″ N, 1° 14′ 22″ E / 42.581975°N,1.23933611°E 1050.1 msnm                     |           |                     | Modifica les dades a Wikidata |
|        | Roc de Sant Miquel | Vall de Cardós Tírvia              | muntanya     |         | 42° 31′ 42″ N, 1° 14′ 22″ E / 42.5283°N,1.23946°E 1302 msnm                            |           |                     | Modifica les dades a Wikidata |
|        | Roc del Farradal   | Vall de Cardós                     | muntanya     |         | 42° 34′ 40″ N, 1° 13′ 17″ E / 42.5778°N,1.22146°E 1302.4 msnm                          |           |                     | Modifica les dades a Wikidata |
|        | Roc dels Malls     | Llavorsí Tírvia Vall de Cardós     | muntanya     |         | 42° 31′ 30″ N, 1° 12′ 56″ E / 42.5251°N,1.21547°E 1615.4 msnm                          |           |                     | Modifica les dades a Wikidata |
|        | Turó de Fleco      | Alins Vall de Cardós               | muntanya     |         | 42° 32′ 21″ N, 1° 14′ 40″ E / 42.5392°N,1.24457°E 1497.1 msnm                          |           |                     | Modifica les dades a Wikidata |
|        | Turó de Vialada    | Vall de Cardós la Guingueta d'Àneu | muntanya     |         | 42° 39′ 12″ N, 1° 11′ 32″ E / 42.65345278°N,1.19235833°E 2565.2 msnm                   |           |                     | Modifica les dades a Wikidata |
|        | l'Escomelleda      | Vall de Cardós                     | muntanya     |         | 42° 37′ 14″ N, 1° 11′ 53″ E / 42.62067778°N,1.19818333°E 1966.7 msnm                   |           |                     | Modifica les dades a Wikidata |
|        | lo Calbo           | Vall de Cardós la Guingueta d'Àneu | muntanya     |         | 42° 35′ 55″ N, 1° 10′ 46″ E / 42.5986630987°N,1.17941713732°E 2291 msnm                |           | Lo Calbo            | Modifica les dades a Wikidata |

## pont
| imatge | Nom                             | Ubicat a       | instància de | Detalls                                                 | coordenades                                                         | Protecció                                  | Commons (més fotos) | Dades a WD                    |
| ------ | ------------------------------- | -------------- | ------------ | ------------------------------------------------------- | ------------------------------------------------------------------- | ------------------------------------------ | ------------------- | ----------------------------- |
|        | Pont de Bonestarre              | Vall de Cardós | pont         |                                                         | 42° 34′ 45″ N, 1° 12′ 52″ E / 42.5791231744388°N,1.21442158964688°E |                                            |                     | Modifica les dades a Wikidata |
|        | Pont de Cassibrós               | Vall de Cardós | pont         | Estil: arquitectura popular Travessa: Noguera de Cardós | 42° 34′ 14″ N, 1° 13′ 51″ E / 42.5705°N,1.23082°E                   | bé integrant del patrimoni cultural català | Pont de Cassibrós   | Modifica les dades a Wikidata |
|        | Pont de Lladrós                 | Vall de Cardós | pont         |                                                         | 42° 36′ 25″ N, 1° 14′ 35″ E / 42.6068068775931°N,1.24303496771547°E |                                            |                     | Modifica les dades a Wikidata |
|        | Pont de la Mare de Déu del Camí | Vall de Cardós | pont         | Estil: arquitectura popular Travessa: Noguera de Cardós | 42° 36′ 27″ N, 1° 14′ 43″ E / 42.607419°N,1.245265°E                | bé integrant del patrimoni cultural català |                     | Modifica les dades a Wikidata |

## serra
| imatge | Nom                    | Ubicat a                                    | instància de | Detalls | coordenades                                                          | Protecció | Commons (més fotos)               | Dades a WD                    |
| ------ | ---------------------- | ------------------------------------------- | ------------ | ------- | -------------------------------------------------------------------- | --------- | --------------------------------- | ----------------------------- |
|        | Serra Mitjana          | Esterri de Cardós Vall de Cardós            | serra        |         | 42° 35′ 52″ N, 1° 13′ 16″ E / 42.5977°N,1.22111°E 1866.3 msnm        |           | Serra Mitjana (Esterri de Cardós) | Modifica les dades a Wikidata |
|        | Serra Plana            | Vall de Cardós la Guingueta d'Àneu Llavorsí | serra        |         | 42° 32′ 19″ N, 1° 12′ 40″ E / 42.5385°N,1.21105°E 1972.3 msnm        |           |                                   | Modifica les dades a Wikidata |
|        | Serra Plana (Lladorre) | Lladorre Vall de Cardós                     | serra        |         | 42° 38′ 53″ N, 1° 12′ 41″ E / 42.64796389°N,1.21148056°E 2447.6 msnm |           | Serra Plana (Lladorre)            | Modifica les dades a Wikidata |
|        | Serra d'Aurati         | Vall de Cardós la Guingueta d'Àneu          | serra        |         | 42° 33′ 06″ N, 1° 12′ 07″ E / 42.5517°N,1.20202°E 1731 2021.6 msnm   |           |                                   | Modifica les dades a Wikidata |
|        | Serra de Campirme      | Vall de Cardós                              | serra        |         | 42° 38′ 59″ N, 1° 11′ 23″ E / 42.649619°N,1.189778°E                 |           |                                   | Modifica les dades a Wikidata |
|        | Serra de Cerdanyís     | Vall de Cardós                              | serra        |         | 42° 36′ 16″ N, 1° 10′ 51″ E / 42.6045°N,1.18076°E 2290.6 msnm        |           |                                   | Modifica les dades a Wikidata |
|        | Serra de Comaferrera   | Vall de Cardós                              | serra        |         | 42° 38′ 25″ N, 1° 11′ 59″ E / 42.6403°N,1.19982°E 2300 msnm          |           |                                   | Modifica les dades a Wikidata |
|        | Serra de Gallauba      | Vall de Cardós                              | serra        |         | 42° 37′ 55″ N, 1° 13′ 08″ E / 42.6319°N,1.21876°E 2284 msnm          |           |                                   | Modifica les dades a Wikidata |
|        | Serra de Niarte        | Vall de Cardós                              | serra        |         | 42° 32′ 59″ N, 1° 14′ 59″ E / 42.54975556°N,1.24981944°E 1926.7 msnm |           |                                   | Modifica les dades a Wikidata |

## vall
| imatge | Nom             | Ubicat a       | instància de | Detalls | coordenades                                              | Protecció | Commons (més fotos)     | Dades a WD                    |
| ------ | --------------- | -------------- | ------------ | ------- | -------------------------------------------------------- | --------- | ----------------------- | ----------------------------- |
|        | Vall de Cardós  | Vall de Cardós | vall         |         | 42° 33′ 03″ N, 1° 13′ 55″ E / 42.55072694°N,1.23181111°E |           | Vall de Cardós (valley) | Modifica les dades a Wikidata |
|        | Vallat d'Estaon | Vall de Cardós | vall         |         | 42° 34′ 36″ N, 1° 12′ 58″ E / 42.5767°N,1.21608°E        |           | Vallat d'Estaon         | Modifica les dades a Wikidata |

## Misc
| imatge | Nom                                 | Ubicat a         | instància de             | Detalls                                                                               | coordenades                                                                                       | Protecció                      | Commons (més fotos)               | Dades a WD                    |
| ------ | ----------------------------------- | ---------------- | ------------------------ | ------------------------------------------------------------------------------------- | ------------------------------------------------------------------------------------------------- | ------------------------------ | --------------------------------- | ----------------------------- |
|        | Borente                             | Ribera de Cardós | nucli de població        |                                                                                       | 42° 33′ 20″ N, 1° 13′ 28″ E / 42.55567222°N,1.22445833°E                                          |                                |                                   | Modifica les dades a Wikidata |
|        | Ribera de Cardós                    | Vall de Cardós   | antic municipi d'Espanya |                                                                                       | 42° 35′ 15″ N, 1° 12′ 39″ E / 42.5875°N,1.2109°E                                                  |                                |                                   | Modifica les dades a Wikidata |
|        | barraca de vinya 18076              | Vall de Cardós   | barraca de vinya         | Estat: bon estat                                                                      | 42° 33′ 24″ N, 1° 13′ 33″ E / 42.556715449376°N,1.2258652826213°E                                 |                                |                                   | Modifica les dades a Wikidata |
|        | casa consistorial de Vall de Cardós | Vall de Cardós   | casa consistorial        |                                                                                       | 42° 33′ 49″ N, 1° 13′ 39″ E / 42.56363422235086°N,1.2276196820651668°E                            |                                |                                   | Modifica les dades a Wikidata |
|        | creu de terme de Ribera de Cardós   | Vall de Cardós   | creu de terme            | Estil: arquitectura gòtica                                                            | 42° 33′ 50″ N, 1° 13′ 40″ E / 42.563888888889°N,1.2277777777778°E ca:Plaça Mn. Cinto Verdaguer, 1 | bé cultural d'interès nacional | Creu de terme de Ribera de Cardós | Modifica les dades a Wikidata |
|        | les Capelletes                      | Vall de Cardós   | edifici històric fita    |                                                                                       | 42° 36′ 02″ N, 1° 14′ 23″ E / 42.6004343421296°N,1.23972787775897°E                               |                                |                                   | Modifica les dades a Wikidata |
|        | savina de Borente                   | Vall de Cardós   | arbre singular           | Taxon: Juniperus thurifera (Juniperus thurifera) Ample: 7.3m Alt: 7m Perímetre: 1.47m | 42° 33′ 08″ N, 1° 13′ 15″ E / 42.55211°N,1.22077°E ca:Barranc dels Comunals 1075 msnm             | arbre monumental               | Savina de Borente                 | Modifica les dades a Wikidata |